# Richland Center
Richland Center är administrativ huvudort i Richland County i Wisconsin i USA. Vid 2010 års folkräkning hade Richland Center 5 184 invånare.